# 甲钴胺

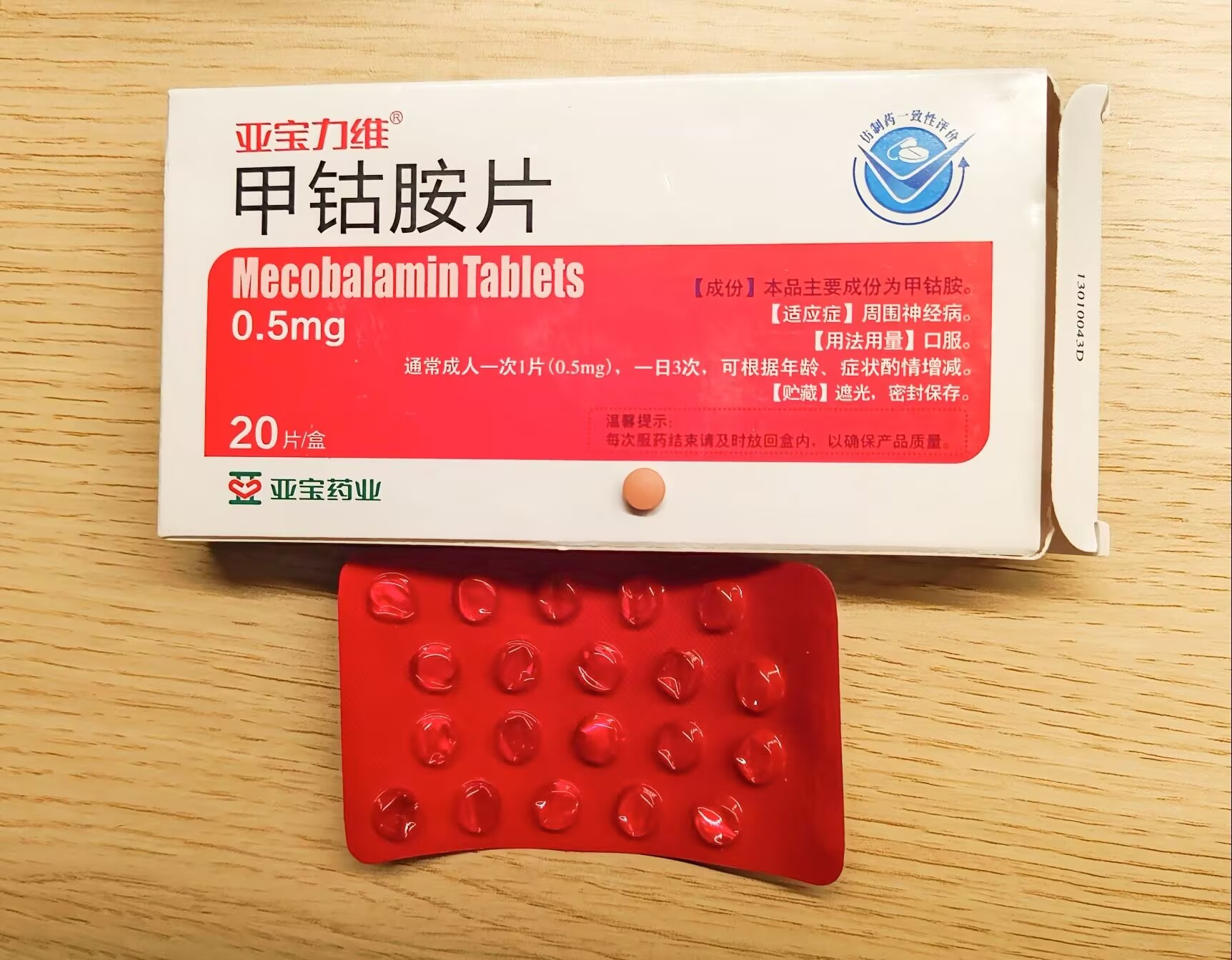
一款中国大陆销售的甲钴胺仿制药

甲钴胺 （或 ，缩写MeCbl, MeB12）是一种维生素B12类化合物。